# Graphemik
Unter Graphemik (auch: Graphematik, andere Schreibweisen: Grafemik, Grafematik) versteht man in der Linguistik die Untersuchung der Schriftsysteme natürlicher und konstruierter Sprachen.

## Gegenstand
Die linguistische Teildisziplin untersucht die Regularitäten, die den geschriebenen Äußerungen einer Sprache (Texte) innewohnen, und in welchem Verhältnis diese Regularitäten zur  Entwicklung und Fixierung einer Schriftnorm (Orthographie) stehen.
Untersucht werden insbesondere:
- die Einheiten eines bestimmten Schriftsystems zum einen hinsichtlich ihrer bedeutungsunterscheidenden Funktion (Ermittlung des Grapheminventars),

- die morphologischen und syntaktischen Funktion der Grapheme, vgl. u.,

- die Beziehungen zur lautlichen Struktur der Sprache (z. B. Phonem-Graphem-Korrespondenzen).

Graphemische (z. B. graphotaktische) Untersuchungen dienen in der Praxis vor allem einer Fundierung geltender orthographischer Normen (beispielsweise in Bezug auf die pädagogische Vermittlung der Schriftsprache), der Decodierung historischer Texte sowie der Umsetzung von Schriftsystemen in verarbeitungsgerechte Systeme innerhalb der Computerlinguistik.
Die einzelnen Elemente in der schriftlichen Umsetzung von Sprache werden (in Analogie zu Phonem und Phon in der Phonologie) Graphem genannt. Unter den Begriff Graphem fallen im Deutschen die 30 Buchstaben einschließlich der deutschen Sonderzeichen (Umlautbuchstaben und „ß“: a–zäöüß, unter Umständen auch é; die Großbuchstaben können dagegen als Allographe dieser Grapheme gelten, siehe unten) sowie die Ziffern und nach manchen Ansätzen auch die Interpunktionszeichen.
Ein Graph ist die kleinste schriftlich realisierte (materielle) Einheit, ein Graphem dagegen die kleinste funktionale beziehungsweise distinktive Einheit (vgl. auch die Bezeichnungen Zeichen, engl. character, versus Glyphe – diese Begriffe werden aber im Gegensatz zu Graphem und Graph eher sprachübergreifend und -unabhängig verwendet).
In Analogie zu den Begriffen Phonologie/Phonem(at)ik und Phonetik wird auch das Untersuchungsgebiet der rein materiellen Seite der geschriebenen Sprache als Graphetik bezeichnet (Paläographie, Typographie, Graphologie).
Das Graphem als funktionale Einheit einer geschriebenen Sprache ist unabhängig von deren konkret realisierten (handschriftlichen oder typographischen) Form, das heißt dem Graph (die unterschiedlichen Graphe ɑ, a, A sind z. B. allographische Varianten des Graphems <a>). Inwieweit ein Graphem auch aus mehreren Graphen (Di- und Trigraphen, z. B. sch, ch oder ie im Deutschen) bestehen kann, ist innerhalb der Graphemik umstritten.
Nach manchen theoretischen Ansätzen kann ein Graphem auch aus mehreren Graphen bestehen, und zwar entweder, weil nach einigen älteren Ansätzen ein Graphem direkt als Repräsentation eines Phonems definiert ist („sch“ für das Phonem /ʃ/), oder weil aus distributionellen bzw. graphotaktischen Gründen eine Graphenfolge als eine Einheit eingestuft wird („sch“ kommt in Positionen im Wort vor, an denen sonst nur einzelne Graphe vorkommen können, vgl. „sch“nallen und „k“nallen). Verbreitet ist aber auch die Ansicht, dass solche Buchstabenkombinationen in der Regel (phonemunabhängig betrachtet und ebenfalls distributionell begründbar) auch Kombinationen aus mehreren Graphemen sind (vgl. z. B. das Minimalpaar sieht – Sicht).